# علي كتوع
علي كتوع (1935-2002) هو موسيقي وملحن فلسطيني، ولد في أسدود وتلقى تعليمه الإبتدائي فيها، بدأ رحلته في مجال الموسيقى في مدرسة يافا مع الإذاعي شفيق الأنصاري.

## حياته
عمل كتوع بإذاعة الشرق الأدنى في بداية الأربعينيات، ولمعت موهبته الفنية بعد قيامه بتلحين أول أغنية له بعنوان "محلاك على الأغصان" سنة 1946، وشارك في مهرجان نوابغ الأطفال في سينما الحمراء برفقة شفيق في السنة ذاتها، ثم هُجر مع عائلته إلى خان يونس بسبب النكبة عام 1948، وإلتحق بمعهد فؤاد الأول الموسيقي في مصر 1949، وتعلم فيه العزف على العود والكمان والقانون، أنهى تعليمه في خان يونس ثم عمل فيها مدرساً للموسيقى في مدرسة الشيخ جميل ثم في ليبيا سنة 1959، إلتحق بالإذاعة الليبية ولكن لم يستمر بها وعاد مدرساً، ثم سافر إلى الولايات المتحدة الأمريكية عام 1994 واستقر فيها حتى وفاته.

## إلحانه
لحن للعديد من الفنانين منهم:
- المطربة ميادة الأردنية "ما نحب غيرك" من كلمات فتحي المرشتي.
- المطرب عادل عبد المجيد "يا شمس طوفي" من كلمات عبد المالك التهامي.
- المطرب سالم زايد " في مدعاه" من كلمات عوض الهوني.
- المطرب محمد فرج "له توب ع الخطأ" من كلمات محمد القماطي.
- المطرب صابر محمود "أيام الانسام " و"جلينا العادي".